# Балка Тирлова
Балка Тирлова — балка (річка) в Україні в Устинівському районі Кіровоградської області. Ліва притока річки Інгулу (басейн Південного Бугу).

## Опис
Довжина балки приблизно 4,64 км, найкоротша відстань між витоком і гирлом — 4,15  км, коефіцієнт звивистості річки — 1,12 . Формується декількома струмками та загатами.

## Розташування
Бере початок на північно-західній околиці села Тирлова Балка. Тече переважно на північний схід і на південно-західній околиці села Лаврівка впадає у річку Інгул, ліву притоку річки Південного Бугу.

## Цікаві факти
- У XX столітті на балці існували газгольдер та газова свердловина[2].